# Еберсхаузен
Еберсхаузен (њем. Ebershausen) општина је у њемачкој савезној држави Баварска. Једно је од 34 општинска средишта округа Гинцбург. Према процјени из 2010. у општини је живјело 601 становника. Посједује регионалну шифру (AGS) 9774129.

## Географски и демографски подаци
Еберсхаузен се налази у савезној држави Баварска у округу Гинцбург. Општина се налази на надморској висини од 541 метра. Површина општине износи 9,1 km². У самом мјесту је, према процјени из 2010. године, живјело 601 становника. Просјечна густина становништва износи 66 становника/km².